# Geiserik

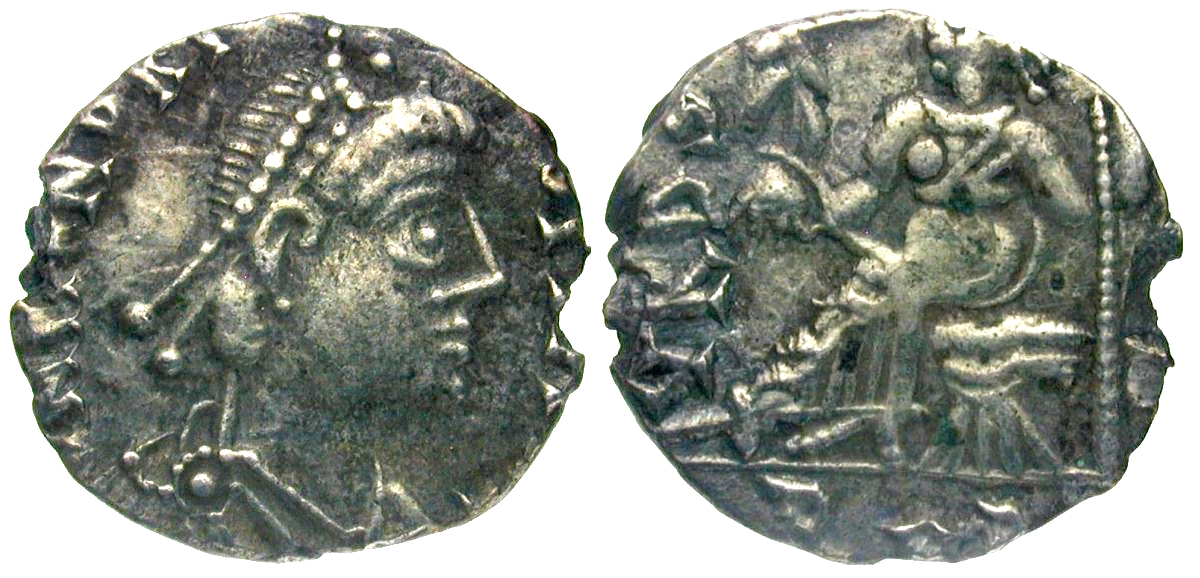
Silvermynt med Geiseriks profil

Geiserik eller Genserik, var en vandalisk kung, som 428 efterträdde sin halvbror Gunderik som kung över de astingiska vandalerna och de med dem förenade alanerna i Andalusien i södra Spanien. I Nordafrika grundade han ett eget rike. Han skaffade sig där en stark sjömakt med vars hjälp han gjorde härjningståg runt Medelhavets kuster och bland annat intog och plundrade staden Rom.

## Historia
Den västromerske ståthållaren i Nordafrika Bonifatius som låg i konflikt med sin regering i Rom vädjade 429 till Geiserik om hjälp och med sina vandaler och alaner tog sig Geiserik över Gibraltar sund till Nordafrika. Där kom han dock snart i delo med Bonifatius, besegrade dennes här och intog staden Hippo Regius år 431. 
Romarna blev tvungna att år 435 erkänna honom som härskare över några kustområden i nuvarande Algeriet och Tunisien men i utbyte blev hans folk romerska foederati (underordnade allierade). De områden som undantagits var östra Numidien och den prokonsulariska provinsen Afrika med Karthago. Denna uppgörelse bröt kungen mot några år senare när han ockuperade nuvarande Tunisien och år 439 gjorde Karthago till centrum för sitt rike.
Ett nytt fördrag med romarna 442, då Geiserik framstod som suverän härskare, hindrade honom inte från att utvidga sitt välde till havs med Sicilien, Sardinien och Korsika. Han erövrade på 400-talet Balearerna och använde öarna som bas för sjöröveri. Vandaliska sjörövarflottor hemsökte ofta Medelhavets öar och norra kustländer med sina plundringar. Kejsar Justinianus av Bysantinska riket tog dock senare öarna med sin flotta.
Geiserik knöt även förbindelser med hunnernas konung Attila, vars tåg till Gallien 451 han anses ha föranlett.
Efter mordet på kejsare Valentinianus III 455 lär den mördades änka Eudoxia ha påkallat Geiseriks hjälp mot Valentinianus baneman och efterträdare, senatorn Petronius Maximus, vilken hon varit tvungen att gifta sig med. I
alla händelser kom Geiserik med sin flotta till Tibern samtidigt med att den nye kejsaren mördades av sammansvurna. Rom plundrades under fjorton dagar, och jämte det rika krigsbytet hemförde Geiserik även kejsarinnan Eudoxia och hennes båda döttrar, av vilka den ena, Eudoxia, förmäldes med hans son och efterträdare Hunerik. 
Geiserik fortsatte under de följande båda decennierna sina härjningståg, och det stora anfall de båda kejsarhoven 475 gemensamt planlade mot honom misslyckades fullständigt. Geiserik dog 477, och därefter sjönk snart vandalernas makt.